# メゼートゥール - オロシュハーザ - メゼーヘジェシュ - バットニャ線
メゼートゥール - オロシュハーザ - メゼーヘジェシュ - バットニャ線（ハンガリー語;Mezőtúr–Orosháza–Mezőhegyes–Battonya-vasútvonal）は、ハンガリー国鉄の鉄道線の名称である。路線番号は125。

## 歴史
1881年5月31日にアラド＝チャナード鉄道（ハンガリー語: Aradi-Csanádi Vasút）は二つの鉄道路線に関する建設許可を法律47号の根拠で獲得して、1882年11月15日にメゾェーヘジェシュ - アラド間が本線の一部として開通された。1886年アラド＝チャナード鉄道とアラド＝クリシュ川鉄道（ハンガリー語: Arad-Körösvölgyi Vasút）が合併して、アラド＝チャナード統合鉄道（Aradi és Csanádi Egyesült Vasutak, ACsEV）が成立した。1903年頃、ガソリン発電方式の鉄道車両がヴァイツァー客車製作所（Weitzer János Rt.）のアラド工場で製作されて、メゾェーヘジェシュ - アラド間にも導入された。
第一次世界大戦の終戦後、トリアノン条約が締結されて、国境線がバットニャ駅とペチカ駅の間に確定された。

## 運行形態[3]
メゼートゥール - メゼーヘジェシュ間に、2時間に1本の運行。メゼーヘジェシュ - バットニャ間は、一日2往復しか運行されない。

## 駅一覧
以下では、ハンガリー国鉄125号線の駅と営業キロ、停車列車、接続路線などを一覧表で示す。
- ◎印：全列車停車
- 〇印：大部分停車、一部通過
- ｜印：全列車通過

| 路線名 | 駅名                               | 駅間営業キロ | 累計営業キロ | S | 接続路線                                                                | 所在地                       | 所在地                   |
| ------ | ---------------------------------- | ------------ | ------------ | - | ----------------------------------------------------------------------- | ---------------------------- | ------------------------ |
| 125    | メゼートゥール駅                   | -            | 0            | ◎ | 120号線（ブダペスト方面、ブラショフ方面）                               | ヤース・ナジクン・ソルノク県 | メゼートゥール郡         |
| 125    | プスタバーンレーヴェ駅             | 12           | 12           | ○ |                                                                         | ヤース・ナジクン・ソルノク県 | メゼートゥール郡         |
| 125    | ハラースラク駅                     | 3            | 15           | ○ |                                                                         | ベーケーシュ県               | サルヴァシュ郡           |
| 125    | サルヴァシュ駅                     | 6            | 21           | ◎ |                                                                         | ベーケーシュ県               | サルヴァシュ郡           |
| 125    | シラトー駅                         | 4            | 25           | ◎ |                                                                         | ベーケーシュ県               | サルヴァシュ郡           |
| 125    | チャバチュード上駅                 | 3            | 28           | ◎ |                                                                         | ベーケーシュ県               | サルヴァシュ郡           |
| 125    | チャバチュード駅                   | 2            | 30           | ◎ |                                                                         | ベーケーシュ県               | サルヴァシュ郡           |
| 125    | キシュセーナーシュ駅               | 9            | 39           | ◎ |                                                                         | ベーケーシュ県               | サルヴァシュ郡           |
| 125    | キシュチャーコー駅                 | 3            | 42           | ◎ |                                                                         | ベーケーシュ県               | オロシュハーザ郡         |
| 125    | ナジセーナーシュ駅                 | 8            | 50           | ◎ |                                                                         | ベーケーシュ県               | オロシュハーザ郡         |
| 125    | オロシュハーザ・ユヴェグジャール駅 | 11           | 61           | ◎ |                                                                         | ベーケーシュ県               | オロシュハーザ郡         |
| 125    | オロシュハーザ駅                   | 2            | 63           | ◎ | 135号線（セゲド方面、ベーケーシュチャバ方面） 147号線（センテシュ方面） | ベーケーシュ県               | オロシュハーザ郡         |
| 125    | オロシュハーザ上駅                 | 2            | 65           | ◎ |                                                                         | ベーケーシュ県               | オロシュハーザ郡         |
| 125    | カルドシュクート駅                 | 8            | 73           | ◎ |                                                                         | ベーケーシュ県               | オロシュハーザ郡         |
| 125    | トートコムローシュ駅               | 10           | 83           | ◎ |                                                                         | ベーケーシュ県               | オロシュハーザ郡         |
| 125    | ナジェール駅                       | 5            | 88           | ◎ |                                                                         | チョングラード県             | マコー郡                 |
| 125    | アンブローズファルヴァ駅           | 1            | 89           | ◎ |                                                                         | チョングラード県             | マコー郡                 |
| 125    | ピトヴァロシュ駅                   | 4            | 93           | ◎ |                                                                         | チョングラード県             | マコー郡                 |
| 125    | メゼーヘジェシュ駅                 | 5            | 98           | ◎ | 121号線（ウーイセゲド方面、ベーケーシュチャバ方面）                     | ベーケーシュ県               | メゼーコヴァーチハーザ郡 |
| 125    | ベルシェーペレグプスタ駅           | 8            | 106          | ◎ |                                                                         | ベーケーシュ県               | メゼーコヴァーチハーザ郡 |
| 125    | トンパプスタ駅                     | 4            | 110          | ◎ |                                                                         | ベーケーシュ県               | メゼーコヴァーチハーザ郡 |
| 125    | バットニャ駅                       | 6            | 116          | ◎ |                                                                         | ベーケーシュ県               | メゼーコヴァーチハーザ郡 |